# Litoria amboinensis
Espèce
Synonymes
- Hyla amboinensis Horst, 1883
- Hyla papuensis Werner, 1901
- Hyla kampeni Barbour, 1908

Statut de conservation UICN

 LC  : Préoccupation mineure
Litoria amboinensis est une espèce d'amphibiens de la famille des Pelodryadidae.

## Répartition
Cette espèce se rencontre en plaine en dessous de 700 m d'altitude, :
- en Indonésie dans les Moluques dans îles de Ambon et de Céram et en Nouvelle-Guinée Occidentale y compris sur Misool ;
- en Papouasie-Nouvelle-Guinée de la Province ouest à celle de Morobe, à l'est jusqu'à la péninsule de Huon.

## Description
L'holotype mesure 55 mm.

## Étymologie
Son nom d'espèce, composé de amboin[e] et du suffixe latin -ensis, « qui vit dans, qui habite », lui a été donné en référence au lieu de sa découverte, l'île Ambon orthographiée Amboine par le passé.

## Publication originale
- Horst, 1883 : On new and little-known frogs from the Malayan Archipelago. Notes of the Leyden Museum, vol. 5, p. 235-244 (texte intégral).